# Вонг, Тайрус
Тайрус Вонг (англ. Tyrus Wong), при рождении Вон Чхайиу (иер. трад. 黃齊耀, упр. 黄齐耀, ютпхин: Wong⁴ Cai⁴iu⁶, йель: Wòhng Chàihyiuh, кант.-рус.: Вон Чхайиу, пиньинь: Huáng Qíyào, палл.: Хуан Цияо, 25 октября 1910 — 30 декабря 2016) — американский художник китайского происхождения.

## Биография
Был разноплановым специалистом: художником, мультипликатором, каллиграфом, монументалистом, специалистом по керамике, литографом и создателем летающих змеев, а также художником-постановщиком и художником по раскадровке. Являясь одним из самых влиятельных и знаменитых азиатско-американских художников XX века, Вонг также был мультипликатором, работал с компаниями Disney и Warner Brothers. Он создавал и монументальные произведения для управления общественных работ США, и рисовал поздравительные открытки для Hallmark Cards.
Наиболее значительной его работой (он был тогда ведущим иллюстратором в Диснее) стал мультфильм «Бэмби» (1942). На эту работу его вдохновляло искусство династии Сун. Также он работал в художественных отделах многих фильмов в качестве художника-постановщика или художника по раскадровке, например: «Бунтарь без причины» (1955), «Вокруг света за 80 дней» (1956), «Рио Браво» (1959), «Музыкант» (1962),  «Большие гонки» (1965), «PT 109» (1963), «Зелёные береты» (1968), и «Дикая банда» (1969).
Ушёл из киноиндустрии в конце 1960-х годов, но продолжил свою работу как художник, большую часть времени занимаясь разработкой воздушных змеев. Он также продолжал рисовать, делать наброски и проектировать керамику в свои 90 лет. Стал героем документального фильма 2015 года «Tyrus» режиссёра Памелы Том.